# Aglais ladakensis
Aglais ladakensis  (лат.) — вид дневных бабочек из рода Aglais, семейства Нимфалиды (Nymphalidae). Данный вид впервые был обнаружен в Азии.

## Описание
Размах крыльев 46—53 мм. Крылья сверху темно и светло-коричневые, с рядом крупных чёрных пятен, у костального края разделённых белыми промежутками. Прикорневая половина заднего крыла коричневая, внешняя — тускло-оранжевая, между этими участками резкая граница. На передних крыльях на 2 и 3 жилках симметрично расположенные темные круглые пятна на белом фоне.
Задние крылья имеют чёрную кайму с синими пятнами. Половой диморфизм не выражен.

## Ареал
Данный вид обитает на юге Азии, на северных хребтах Гималаев, в Тибете. В Индии на территории Ладакх. 